# 格列別利基
50°35′59″N 31°6′16″E / 50.59972°N 31.10444°E
赫雷貝利基（烏克蘭語：Гребельки）是位於烏克蘭北部的村莊，由基辅州布羅瓦里區的大季梅爾卡市鎮負責管轄。該村面積0.95平方公里，海拔高度107米，2001年人口821，人口密度每平方公里82.1人。